# Центральний артеріальний тиск
Центральний (аортальний) артеріальний тиск (ЦАТ) — це тиск в аорті, (а саме у корені аорти). Саме цьому тиску піддаються усі органи, до яких переноситься кров, і внаслідок відносно великого діаметру судини, є нижчим за тиск у маленьких артеріях, капілярах. Артеріальний тиск ніколи не є постійним в нашому організмі. Численні фактори, такі як жорсткість артерій, впливають на тиск крові, коли вона рухається від аорти до руки, що робить тиск в манжеті ненадійним показником центрального тиску. З віком наші артерії стають жорсткішими, а підсилення зменшується.

#### В чому полягають переваги вимірювання ЦАТ над манжетним тиском?
Експерти вважають, що центральний артеріальний тиск є більш точним і кращим до використання, в порівнянні з периферійним, оскільки вимірювання ЦАТ краще прогнозує, чи буде у людини певна хвороба серця чи інсульт. Як вказано вище, з віком наші судини втрачають певну гнучкість, що ускладнює роботу серця. Це відомо як артеріальна жорсткість. Вимірювання ЦАТ може дати лікарю точне уявлення про ступінь жорсткості артерій, а також про ймовірність того, що у людини буде інфаркт або інсульт.

#### Зміна артеріального тиску
За нормальних умов та здорового організму, тиск аорти та інших артерій відрізняється. Поріг оптимального ЦАТ був меншим за 110/80 мм рт. ст (для прегіпертензії він становив 110—129/80–89 мм рт.ст., а для гіпертензії він був більшим або дорівнював 130/90 мм рт.ст), в той час, як середній тиск ниркової артерії становить 120/80 мм рт.ст., а плечової артерії дорівнює аж 170/86 мм рт. ст

#### Підвищення тиску
Центральний систолічний і манжетний тиск збільшуються за наявності жорсткіших артерій, що призводить до більш високого шлуночкового післянавантаження та втрати енергії, яка використовується серцем для перекачування. Оцінка центрального контуру хвилі тиску дозволяє визначити тиск підвищення та індекс збільшення, два параметри, які кількісно визначають підвищення тиску. Систолічний артеріальний тиск значно варіюється від пацієнта до пацієнта. Двоє людей можуть мати однаковий тиск у манжеті, проте їхній центральний тиск може відрізнятися більш ніж на 30 мм рт.

#### Чому вимірювати центральний аортальний тиск важливо?
Центральний аортальний тиск безпосередньо впливає на ключові органи людини: серце, головний мозок та нирки, тому його зростання свідчить про пошкодження цих життєво важливих органів. Головна причина підвищення центрального аортального тиску — зростання жорсткості судин, коли вони втрачають свою еластичність. Наслідком зростання жорсткості судин є збільшена швидкість поширення пульсової хвилі по судинах. Зміна механічних властивостей великих артерій має чіткий патофізіологічний зв'язок з клінічними результатами. Крім того, в патогенезі серцево-судинних подій можуть брати участь встановлені та невстановлені фактори серцево-судинного ризику ураження органів-мішеней, а також зміни фенотипу великих артерій.

#### Застосування вимірювання центрального артеріального тиску
Неінвазивна оцінка центрального артеріального тиску дозволяє індивідуально приймати рішення щодо лікування. Лікування артеріальної гіпертензії за допомогою центрального артеріального тиску було пов'язане з подібними результатами з меншою кількістю ліків